# Jon Watts
Pour les articles homonymes, voir Watts.
Jon Watts, né le 28 juin 1981 à Fountain dans le Colorado, est un réalisateur et producteur américain de cinéma.

## Biographie
Jonathan Watts est né à Fountain dans le Colorado en 1981. Il a fait ses études à l'université de New York.
En 2014, Watts est le premier « réalisateur à résidence » nommé pour le Festival du film d'Atlanta. Il a rejoint par la suite le conseil de Trashwater, une association caritative qui installe des filtres à eau dans d'autres pays.
En 2017, il est le réalisateur du reboot de la franchise Spider-Man qui est inclus à l'univers cinématographique Marvel. La trilogie, comptant Spider-Man: Homecoming en 2017, Spider-Man: Far From Home en 2019 et Spider-Man: No Way Home en 2021, est une des plus lucratives de la saga. Il avait été également annoncé à la réalisation d'un nouveau reboot de la franchise des Quatre Fantastiques, avant d'annoncer son retrait en mai 2022.

## Filmographie
Sauf indication contraire, les informations mentionnées dans cette section peuvent être confirmées par la base de données cinématographiques IMDb,  présente dans la section « Liens externes ».

### Réalisateur

#### Longs métrages
- 2014 : Clown (également scénariste)
- 2015 : Cop Car (également coscénariste)
- 2017 : Spider-Man: Homecoming (également coscénariste)
- 2019 : Spider-Man: Far From Home
- 2021 : Spider-Man: No Way Home
- 2024 : Wolfs (également scénariste)

#### Courts métrages
- 2001 : Clay Pride: Being Clay in America
- 2005 : The Invisible Dog

#### Télévision
- 2008 : The Scariest Show on Television (téléfilm coréalisé avec Benjamin Dickinson et Duncan Skiles)
- 2022 : The Old Man
- 2024 : Skeleton Crew (épisodes 1 et 8 ; également producteur, scénariste et créateur)

#### Clips musicaux
| Année | Titre                             | Artistes                                | Notes                        |
| ----- | --------------------------------- | --------------------------------------- | ---------------------------- |
| 2004  | "Stepping Off"                    | Jason Forrest                           | [ 3 ]                        |
| 2004  | "Wonderful Night"                 | Fatboy Slim                             | [ 4 ]                        |
| 2004  | "The Joker"                       | Fatboy Slim                             | [ 5 ]                        |
| 2005  | "The Irish Keep Gate-crashing"    | The Thrills                             | [ 5 ]                        |
| 2005  | "The Beautiful Side of Somewhere" | The Wallflowers                         | [ 6 ]                        |
| 2005  | "We Live on Your Street"          | The Willowz                             | [ 7 ]                        |
| 2005  | "Beating Heart Baby"              | Head Automatica                         | [ 5 ]                        |
| 2005  | "When the Lights Go Down"         | Armand van Helden                       | [ 5 ]                        |
| 2005  | "Soul Meets Body"                 | Death Cab for Cutie                     | [ 8 ]                        |
| 2005  | "Who I Am Hates Who I've Been"    | Relient K                               | [ 9 ]                        |
| 2005  | "Into Your Eyes"                  | Armand van Helden                       | [ 5 ]                        |
| 2006  | "We Are One Tonight"              | Switchfoot                              | [ 5 ]                        |
| 2006  | "That Old Pair of Jeans"          | Fatboy Slim                             | [ 10 ]                       |
| 2006  | "Oh, Mandy"                       | The Spinto Band                         | coréalisé avec Sean Donnelly |
| 2006  | "White Daisy Passing"             | Rocky Votolato                          | [ 5 ]                        |
| 2006  | "Wolf Like Me"                    | TV on the Radio                         | [ 5 ]                        |
| 2006  | "Taking Back Control"             | Sparta                                  | [ 5 ]                        |
| 2007  | "Pieces of the People We Love"    | The Rapture                             | coréalisé par Ben Dickinson  |
| 2007  | "Pressure Suit"                   | Aqualung                                | [ 13 ]                       |
| 2007  | "The Beauty in Ugly"              | Jason Mraz                              | [ 14 ]                       |
| 2008  | "Dust"                            | Royworld                                | [ 15 ]                       |
| 2009  | "Candle (Sick and Tired)"         | The White Tie Affair                    | [ 16 ]                       |
| 2010  | "Young Girl"                      | Dawn Landes                             | [ 17 ]                       |
| 2010  | "Brand New Day"                   | Joshua Radin                            | [ 18 ]                       |
| 2010  | "Destroy"                         | The Japanese Popstars feat. Jon Spencer | [ 19 ]                       |
| 2011  | "Rill Rill"                       | Sleigh Bells                            | [ 20 ]                       |
| 2011  | "Save the World"                  | Swedish House Mafia                     | [ 21 ]                       |

### Producteur
- 2008 : Atom TV (en) (série TV) - 5 épisodes
- 2008 : The Scariest Show on Television (téléfilm) de Benjamin Dickinson, Duncan Skiles et Jon Watts
- 2011 : Onion News Network (série TV) - 10 épisodes
- 2011 : Magic Valley de Jaffe Zinn
- 2012 : First Winter de Benjamin Dickinson
- 2015 : Cop Car de lui-même
- 2016 : Children de Jaffe Zinn
- 2022-2024 : The Old Man (série TV) - 15 épisodes
- 2024 : Skeleton Crew (également scénariste, réalisateur et créateur)
- 2025 : Destination finale : Bloodlines (Final Destination Bloodlines) de Zach Lipovsky et Adam B. Stein

### Autres
- 2000 : Sexy Beast de Jonathan Glazer (effets digitaux)
- 2015 : Creative Control de Benjamin Dickinson (acteur)
- 2025 : Destination finale : Bloodlines (Final Destination Bloodlines) de Zach Lipovsky et Adam B. Stein (coauteur de l'histoire)